# Batad
Batad è una municipalità di quinta classe delle Filippine, situata nella Provincia di Iloilo, nella Regione del Visayas Occidentale.
Batad è formata da 24 baranggay:
- Alapasco
- Alinsolong
- Banban
- Batad Viejo
- Binon-an
- Bolhog
- Bulak Norte
- Bulak Sur
- Cabagohan
- Calangag
- Caw-i
- Drancalan

- Embarcadero
- Hamod
- Malico
- Nangka
- Pasayan
- Poblacion
- Quiazan Florete
- Quiazan Lopez
- Salong
- Santa Ana
- Tanao
- Tapi-an